# Naslednica po prjamoj
Naslednica po prjamoj (Наследница по прямой) è un film del 1982 diretto da Sergej Solov'ëv.

## Trama
Il film racconta di una ragazza insolita che si considera l'erede diretta di Puškin. Per lei le relazioni adulte sono false e vuote. E improvvisamente un amico di suo padre, insieme a suo figlio, viene a trovarli.